# Stade Olympique de l'Emyrne
Stade Olympique L'Emyrne, conhecido pela sigla SOE, é um clube de futebol de Madagascar.
A equipe foi campeã nacional em 2001 e vice campeã da Copa de Madagascar em 2003. O clube é famoso por ter "sofrido" a maior goleada que se tem registro em toda a história do futebol, quando "foi derrotado" pelo AS Adema, pelos play-offs do Campeonato Malgaxe de Futebol de 2002, pelo placar de 149 x 0. No entanto, tal fato foi decorrente de um protesto dos jogadores do SOE, que revoltados com a arbitragem, começaram a chutar contra o próprio gol.

## Titulos
- Campeonato Malgaxe de Futebol: 2001